# Paul Douglas
Paul Douglas Fleischer (Filadelfia, 11 aprile 1907 – Hollywood, 11 settembre 1959) è stato un attore statunitense.

## Biografia
Paul Douglas fu giocatore professionista di football americano, poi cronista sportivo radiofonico, prima di esordire a Broadway nel 1935. Dopo diversi anni di gavetta, nel 1946 ottenne un grande successo personale con il ruolo del rozzo Harry Brock nella commedia brillante Nata ieri di Garson Kanin, che gli valse il Clarence Derwent Award.
Arrivò al cinema nel secondo dopoguerra, debuttando nel film Lettera a tre mogli (1949), commedia degli equivoci diretta da Joseph L. Mankiewicz. Con la sua corporatura massiccia e il volto "vissuto", interpretò spesso parti di uomo di mezza età cinico e irruento, sia in commedie che in opere drammatiche. Impersonò il capitano di polizia Tom Warren in Bandiera gialla (1950), di Elia Kazan, accanto a Richard Widmark, l'ingenuo pescatore Jerry D'Amato nel melodramma La confessione della signora Doyle (1952) di Fritz Lang, accanto a Barbara Stanwyck e Robert Ryan, lo spregiudicato uomo d'affari Josiah Walter Dudley in La sete del potere (1954), il gangster Rocco, che si redime per amore nella commedia sentimentale Questa notte o mai (1957); lavorò anche in Italia, sostenendo il ruolo del professor Golfiero Paganica in Fortunella  (1958) di Eduardo De Filippo.
Paul Douglas morì improvvisamente l'11 settembre 1959, per un attacco cardiaco, all'età di 52 anni. Gli era appena stata offerta la parte del fedifrago dirigente d'azienda Jeff Sheldrake (ruolo che andò poi a Fred MacMurray) nella commedia di Billy Wilder L'appartamento (1960). Venne inoltre sostituito dall'attore Jack Warden per un episodio della serie televisiva Ai confini della realtà, dal titolo L'invincibile Casey.

## Vita privata
Dal 1942 al 1946 Douglas fu sposato con l'attrice Virginia Field, da cui ebbe la figlia Margaret, nata nel 1945. Nel 1950 sposò l'attrice Jan Sterling, da cui ebbe un figlio, Adams, nato nel 1955 e morto nel 2003.

## Filmografia

### Cinema
- Calling All Tars (cortometraggio), regia di Lloyd French (1935) (non accreditato)
- Saturday Night Swing (cortometraggio), regia di Lloyd French (1940) (narratore)
- Lettera a tre mogli (A Letter to Three Wives), regia di Joseph L. Mankiewicz (1949)
- Quando torna primavera (It Happens Every Spring), regia di Lloyd Bacon (1949)
- Se mia moglie lo sapesse (Everybody Does It), regia di Edmund Goulding (1949)
- La città assediata (The Big Lift), regia di George Seaton (1950)
- Sei canaglia ma ti amo (Love That Brute), regia di Alexander Hall (1950)
- Bandiera gialla (Panic in the Street), regia di Elia Kazan (1950)
- 14ª ora (Fourteen Hours), regia di Henry Hathaway (1951)
- The Guy Who Came Back, regia di Joseph M. Newman (1951)
- Il gatto milionario (Rhubarb), regia di Arthur Lubin (1951) (non accreditato)
- Angels in the Outfield, regia di Clarence Brown (1951)
- When in Rome, regia di Clarence Brown (1952)
- La confessione della signora Doyle (Clash by Night), regia di Fritz Lang (1952)
- Matrimoni a sorpresa (We're Not Married!), regia di Edmund Goulding (1952)
- La divisa piace alle signore (Never Wave at a WAC), regia di Norman Z. McLeod (1953)
- Eternamente femmina (Forever Female), regia di Irving Rapper (1954)
- The Maggie, regia di Alexander Mackendrick (1954)
- La sete del potere (Executive Suite), regia di Robert Wise (1954)
- Fuoco verde (Green Fire), regia di Andrew Marton (1954)
- La legione dell'inferno (Joe MacBeth), regia di Ken Hughes (1955)
- L'angelo del ring (The Leather Saint), regia di Alvin Ganzer (1956)
- Una Cadillac tutta d'oro (The Solid Gold Cadillac), regia di Richard Quine (1956)
- La gente gamma (The Gamma People), regia di John Gilling (1956)
- Questa notte o mai (This Could Be the Night), regia di Robert Wise (1957)
- Giacomo il bello (Beau James), regia di Melville Shavelson (1957)
- Fortunella, regia di Eduardo De Filippo (1958)
- Il gioco dell'amore (The Mating Game), regia di George Marshall (1959)

### Televisione
- Damon Runyon Theater – serie TV, episodio 1x05 (1955)
- Climax! – serie TV, episodi 1x22-4x23 (1955-1958)
- The 20th Century-Fox Hour – serie TV, episodio 1x18 (1956)
- Goodyear Theatre – serie TV, episodi 2x01-3x02 (1958-1959)
- Alfred Hitchcock presenta (Alfred Hitchcock Presents) – serie TV, episodio 4x35 (1959)

## Doppiatori italiani
Nelle versioni in italiano dei suoi film, Paul Douglas è stato doppiato da:
- Gaetano Verna in Lettera a tre mogli, Quando torna primavera, La città assediata, Sei canaglia ma ti amo, Bandiera gialla, La 14ª ora, Se mia moglie lo sapesse
- Luigi Pavese in Eternamente femmina, La sete del potere, L'angelo del ring, Giacomo il bello
- Mario Besesti in Matrimoni a sorpresa, La confessione della signora Doyle
- Giorgio Capecchi in Una Cadillac tutta d'oro, Il gioco dell'amore
- Mario Pisu in Fuoco verde
- Carlo Romano in Questa notte o mai
- Arnoldo Foà in Fortunella